# Геннадій Чудинович
Геннадій Чудинович (нім. Gennadij Cudinovic; нар. 21 лютого 1994, Павлодар, Павлодарська область, Казахстан) — німецький борець вільного стилю, учасник чемпіонатів світу, Європи, Європейських ігор та Олімпійських ігор. Призер чемпіонатів Європи серед юніорів та серед молоді.

## Життєпис
Народився в Палодарі, Казахстан. Батько має українське коріння, мати — російськомовна німкеня.
Боротьбою почав займатися з 2002 року. У 2014 році став бронзовим призером чемпіонату Європи серед юніорів. У 2017 році медаль такого ж ґатунку здобув на чемпіонаті Європи серед молоді.
Виступає за спортивний клуб KSV Келлербах, Пюттлінген, Саар. Тренер — Раміз Карамаджа (з 2010).
Чемпіон Німеччини 2022 року, срібний призер  2014, 2015, 2017 і 2019 років.

## Спортивні результати на міжнародних змаганнях

### Виступи на Олімпіадах
| Змагання                    | Збірна    | Вагова категорія           | Місце |
| --------------------------- | --------- | -------------------------- | ----- |
| Літні Олімпійські ігри 2020 | Німеччина | вільна боротьба, до 125 кг | 8     |

### Виступи на Чемпіонатах світу
| Змагання                        | Збірна    | Вагова категорія           | Місце |
| ------------------------------- | --------- | -------------------------- | ----- |
| Чемпіонат світу з боротьби 2022 | Німеччина | вільна боротьба, до 125 кг | 19    |
| Чемпіонат світу з боротьби 2023 | Німеччина | вільна боротьба, до 125 кг | 23    |

### Виступи на Чемпіонатах Європи
| Змагання                         | Збірна    | Вагова категорія           | Місце |
| -------------------------------- | --------- | -------------------------- | ----- |
| Чемпіонат Європи з боротьби 2018 | Німеччина | вільна боротьба, до 97 кг  | 13    |
| Чемпіонат Європи з боротьби 2019 | Німеччина | вільна боротьба, до 97 кг  | 8     |
| Чемпіонат Європи з боротьби 2020 | Німеччина | вільна боротьба, до 97 кг  | 5     |
| Чемпіонат Європи з боротьби 2022 | Німеччина | вільна боротьба, до 125 кг | 12    |
| Чемпіонат Європи з боротьби 2023 | Німеччина | вільна боротьба, до 125 кг | 13    |
| Чемпіонат Європи з боротьби 2024 | Німеччина | вільна боротьба, до 125 кг | 12    |

### Виступи на Європейських іграх
| Змагання              | Збірна    | Вагова категорія          | Місце |
| --------------------- | --------- | ------------------------- | ----- |
| Європейські ігри 2019 | Німеччина | вільна боротьба, до 97 кг | 13    |

### Виступи на інших змаганнях
| Змагання                                                         | Збірна    | Вагова категорія           | Місце  |
| ---------------------------------------------------------------- | --------- | -------------------------- | ------ |
| Кубок Канади з боротьби 2014                                     | Німеччина | вільна боротьба, до 97 кг  | Бронза |
| Турнір шахтарської слави з боротьби 2014                         | Німеччина | вільна боротьба, до 97 кг  | Срібло |
| Турнір Дана Колова — Николи Петрова 2015                         | Німеччина | вільна боротьба, до 97 кг  | 9      |
| Меморіал Вацлава Циолковського 2015                              | Німеччина | вільна боротьба, до 97 кг  | 10     |
| Турнір Олександра Медведя 2016                                   | Німеччина | вільна боротьба, до 97 кг  | 5      |
| Олімпійський кваліфікаційний турнір з боротьби 2016 (Улан-Батор) | Німеччина | вільна боротьба, до 97 кг  | 7      |
| Гран-прі Німеччини з боротьби 2016                               | Німеччина | вільна боротьба, до 97 кг  | 12     |
| Турнір Дмитра Коркіна 2018                                       | Німеччина | вільна боротьба, до 125 кг | 8      |
| Henri Deglane Challenge 2019                                     | Німеччина | вільна боротьба, до 97 кг  | Бронза |
| Турнір Дана Колова — Николи Петрова 2019                         | Німеччина | вільна боротьба, до 97 кг  | 15     |
| Турнір Алі Алієва 2019                                           | Німеччина | вільна боротьба, до 97 кг  | 9      |
| Гран-прі Іспанії з боротьби 2019                                 | Німеччина | вільна боротьба, до 97 кг  | 4      |
| Меморіал Вацлава Циолковського 2019                              | Німеччина | вільна боротьба, до 97 кг  | 10     |
| Турнір Володимира Семенова 2019                                  | Німеччина | вільна боротьба, до 97 кг  | Золото |
| Меморіал Маттео Пелліконе 2020                                   | Німеччина | вільна боротьба, до 97 кг  | 18     |
| Гран-прі Франції Анрі Деглана 2021                               | Німеччина | вільна боротьба, до 125 кг | 5      |
| Київський Міжнародний турнір з боротьби 2021                     | Німеччина | вільна боротьба, до 125 кг | 19     |
| Олімпійський кваліфікаційний турнір з боротьби 2020 (Будапешт)   | Німеччина | вільна боротьба, до 125 кг | Срібло |
| Турнір Алі Алієва 2021                                           | Німеччина | вільна боротьба, до 125 кг | 11     |
| Меморіал Маттео Пелліконе 2022                                   | Німеччина | вільна боротьба, до 125 кг | 5      |
| Гран-прі Іспанії з боротьби 2022                                 | Німеччина | вільна боротьба, до 125 кг | Бронза |
| Гран-прі Франції Анрі Деглана 2023                               | Німеччина | вільна боротьба, до 125 кг | Бронза |
| Меморіал Імре Поляка та Яноша Варги 2023                         | Німеччина | вільна боротьба, до 125 кг | 5      |
| Меморіал Вацлава Циолковського 2023                              | Німеччина | вільна боротьба, до 125 кг | 5      |
| Відкритий чемпіонат Загреба з боротьби 2024                      | Німеччина | вільна боротьба, до 125 кг | 24     |
| Олімпійський кваліфікаційний турнір з боротьби 2024 (Баку)       | Німеччина | вільна боротьба, до 125 кг | 9      |
| Олімпійський кваліфікаційний турнір з боротьби 2024 (Стамбул)    | Німеччина | вільна боротьба, до 125 кг | 22     |

### Виступи на змаганнях молодших вікових груп
| Змагання                                       | Збірна    | Вагова категорія           | Місце  |
| ---------------------------------------------- | --------- | -------------------------- | ------ |
| Чемпіонат Європи з боротьби серед юніорів 2013 | Німеччина | вільна боротьба, до 96 кг  | 7      |
| Чемпіонат Європи з боротьби серед юніорів 2014 | Німеччина | вільна боротьба, до 96 кг  | Бронза |
| Чемпіонат світу з боротьби серед юніорів 2014  | Німеччина | вільна боротьба, до 120 кг | 8      |
| Чемпіонат Європи з боротьби серед кадетів 2011 | Німеччина | вільна боротьба, до 76 кг  | 12     |
| Чемпіонат Європи з боротьби серед молоді 2015  | Німеччина | вільна боротьба, до 97 кг  | 5      |
| Чемпіонат Європи з боротьби серед молоді 2017  | Німеччина | вільна боротьба, до 97 кг  | Бронза |